# Effetti collaterali (film 2013)
Effetti collaterali (Side Effects) è un film del 2013 diretto da Steven Soderbergh.
Thriller con protagonisti Jude Law, Rooney Mara, Catherine Zeta-Jones, Channing Tatum e Vinessa Shaw.
Soderbergh, per questo film, ha dichiarato di essersi ispirato al celebre thriller erotico Attrazione fatale del 1987, film di culto degli anni '80. Inoltre il compositore del film Thomas Newman è stato candidato per l'Oscar alla migliore colonna sonora.

## Trama
Per affrontare il rientro del marito dopo 4 anni di detenzione per insider trading, Emily Taylor decide finalmente di curare la propria depressione affidandosi alle cure di uno psichiatra, il Dr. Banks. Prova quindi una serie di farmaci, l'ultimo dei quali è l'Ablixa, molto pubblicizzato sui media, da poco immesso sul mercato. 
Tuttavia, una sera, non appena il marito Martin torna a casa, lei, immersa in un apparente stato di sonnambulismo, lo accoltella a morte.
Le prove sono chiare e l'assassino altri non può essere che Emily, che tuttavia non viene incriminata, poiché non ricorda nulla e viene quindi reputata del tutto incosciente delle proprie azioni. Così, come misura preventiva, passa un periodo in un istituto di salute mentale, mentre il farmaco viene messo sotto accusa da giornali e reti televisive per il possibile effetto collaterale negativo.
Essendo stato il Dr. Banks a prescrivere a Emily l'Ablixa mentre l'aveva in cura al momento del delitto, lo psichiatra deve combattere coi sensi di colpa di aver provocato la morte di Martin. Fin da principio, il dottore non è certo dell'innocenza di Emily e, dopo aver scoperto alcune verità sul conto della giovane, comincia a indagare, per giungere a svelare la vera natura e i motivi dell'omicidio: Emily ha consapevolmente ucciso il marito per rancori nei suoi confronti e per guadagnare una fortuna scommettendo al ribasso sulle azioni del farmaco. Il dottore scopre che ai danni della vittima c'era un vero e proprio complotto orchestrato dalla moglie con la dottoressa Siebert, amante di Emily, e riuscirà con arguzia a mandare a rotoli il piano, mettendo le due donne l'una contro l'altra e riuscendo a far recludere la dottoressa e rinchiudere l'assassina in istituto.

## Produzione

### Sviluppo
Il film, avendo come titolo iniziale The Bitter Pill (che poi è stato cambiato, in lingua originale, in Side Effects), avrebbe dovuto essere prodotto dalla Annapurna Pictures, che poi ha rinunciato al progetto, venendo sostituita dalla Endgame Entertainment.

### Cast
Per il ruolo della protagonista Emily, all'inizio era stata scelta Blake Lively; tuttavia presto è stato riferito che Rooney Mara aveva preso il suo posto.
Inoltre, nel marzo del 2012, è stato reso noto che Vinessa Shaw era in trattative per unirsi al cast del film, interpretando la moglie del Dr. Banks, personaggio di Jude Law.

### Riprese
Le riprese del film, iniziate il 5 aprile 2012 e concluse il 23 maggio seguente, si sono svolte a New York, specialmente a Manhattan, come testimoniato da alcune foto del set pubblicate il 10 aprile.

## Colonna sonora
La colonna sonora del film è stata affidata, nella produzione e composizione, a Thomas Newman, ed è stata pubblicata come album il 3 marzo 2013. Newman per il suo lavoro addirittura è stato poi candidato all'Oscar alla migliore colonna sonora agli Oscar 2013.

## Promozione
Il 2 novembre 2012 è stato diffuso online il primo trailer del film.

## Distribuzione
Dopo essere stato presentato in anteprima mondiale al Festival di Berlino, il film è uscito nelle sale cinematografiche statunitensi l'8 febbraio 2013; mentre in Italia il 1º maggio dello stesso anno, tramite la M2 Pictures.

## Accoglienza

### Incassi
Il film ha incassato oltre 33 milioni di dollari tra Stati Uniti e Canada, nonché altri 30 milioni nel resto del mondo, per un totale di circa $ 64 milioni, a fronte di un budget di 30 milioni di dollari. In particolare alla fine della sua prima settimana nei cinema statunitensi (10 febbraio 2013), il film ha guadagnato esattamente $ 9.303.145, posizionandosi 3º nella classifica dei migliori incassi della settimana.

### Critica
Il film è stato generalmente molto ben accolto dalla critica.
Sul sito web Rotten Tomatoes il film riceve l'81% delle recensioni professionali positive, con un voto medio di 7,5/10, basato su 223 recensioni; il consenso critico del sito l'ha definito "un thriller intelligente e intrigante, con molti colpi di scena inquietanti".
Anche su Metacritic il film ottiene un punteggio medio di 75 su 100, basato su 40 critiche, indicando "recensioni generalmente favorevoli".
Peter Bradshaw, da The Guardian, promuovendo il film con un eccezionale voto pieno di 5 stelle su 5, nonché elogiando l'interpretazione principale di Rooney Mara, ha descritto Effetti collaterali come "un avvincente thriller psicologico sulle grandi industrie farmaceutiche e sulla salute mentale".
Scrivendo per il Time, Il giornalista Richard Corliss ha recensito positivamente il film, elogiando la sua somiglianza con alcuni capolavori di Alfred Hitchcock come Il ladro, La donna che visse due volte e Marnie, così come con Obsession - Complesso di colpa, Doppia personalità e Passion, dei thriller cult di Brian De Palma.
Infine, per Rolling Stone, Peter Travers ha apprezzato "ogni singolo aspetto del film", dal cast alla regia alla sceneggiatura, definendo il progetto nel complesso "una bomba a orologeria".

## Riconoscimenti
- 2013 - Premio Oscar
  - Candidatura per la migliore colonna sonora a Thomas Newman
- 2013 - Festival di Berlino
  - Candidatura per l'Orso d'oro a Steven Soderbergh[23]